# Yūki Hashioka
Yūki Hashioka (橋岡 優輝, Hashioka Yūki), né le 23 janvier 1999 dans la préfecture de Saitama, est un athlète japonais spécialiste du saut en longueur.

## Carrière
Il mesure 1,82 m pour 72 kg. Il est entraîné par Masaki Morinaga.
Après avoir porté le 23 juin 2018 son record personnel à 8,09 m (+1.2), à Yamaguchi, il remporte avec 8,03 m le titre lors des championnats du monde juniors 2018 à Tampere.
Il saute à nouveau précisément 8,03 m au premier essai pour se qualifier pour la finale des Jeux asiatiques de 2018 à Jakarta, seul athlète à dépasser 8 mètres et meilleure marque lors des qualifications lors des Jeux asiatiques. En finale, il réussit au dernier essai 8,05 m, mais cette mesure, pour la première fois dans l'histoire des Jeux, est insuffisante pour le podium, resté à 4 cm.
Il remporte la médaille d'or aux championnats d'Asie 2019 et porte son record personnel à 8,22 m. Le 17 août 2019, à Fukui, il saute à 8,32 m (+ 1,6 m/s) et fait mieux que le record du Japon de 8,25 m depuis 1992, mais est battu par Shōtarō Shiroyama qui bat ce record avec 8,40 m.
En 2021 il remporte son 4e titre national à la longueur avec un nouveau record personnel à 8,36 m.

## Palmarès
| Date | Compétition                    | Lieu             | Résultat | Marque |
| ---- | ------------------------------ | ---------------- | -------- | ------ |
| 2016 | Championnats du monde juniors  | Bydgoszcz        | 10e      | 7,31 m |
| 2018 | Championnats du monde juniors  | Tampere          | 1er      | 8,03 m |
| 2018 | Jeux asiatiques                | Jakarta          | 4e       | 8,05 m |
| 2019 | Championnats d'Asie            | Doha             | 1er      | 8,22 m |
| 2019 | Universiade                    | Naples           | 1er      | 8,01 m |
| 2019 | Championnats du monde          | Doha             | 8e       | 7,97 m |
| 2021 | Jeux olympiques                | Tokyo            | 6e       | 8,10 m |
| 2022 | Championnats du monde en salle | Belgrade         | finale   | NM     |
| 2022 | Championnats du monde          | Eugene           | 10e      | 7,86 m |
| 2023 | Ligue de diamant               | Ligue de diamant | 3e       | 8,15 m |

### National
Champion du Japon en 2017-2019, 2021, 2022, 2024

## Records
| Épreuve          | Épreuve   | Marque | Lieu  | Date         |
| ---------------- | --------- | ------ | ----- | ------------ |
| Saut en longueur | Plein air | 8,36 m | Osaka | 27 juin 2021 |
| Saut en longueur | En salle  | 8,19 m | Osaka | 18 mars 2021 |